# Anna Szumiłowska
Anna Szumiłowska (ur. 2 listopada 1930 w Grudziądzu, zm. 8 kwietnia 2018 tamże) – polska szwaczka, poseł na Sejm PRL III kadencji.

## Życiorys
Córka Jana i Anny. Uzyskała wykształcenie podstawowe. Pracowała jako szwaczka w Zakładach Przemysłu Gumowego w Grudziądzu. Wstąpiła do Polskiej Zjednoczonej Partii Robotniczej. W 1961 uzyskała mandat posła na Sejm PRL z okręgu Grudziądz. W trakcie pracy w parlamencie zasiadała w Komisji Handlu Wewnętrznego.
Została pochowana na cmentarzu farnym w Grudziądzu.